# Jorge Fernando
Jorge Fernando (Lissabon, 1957) is een Portugese zanger en gitarist in de Portugese muziekstijl fado. Hij was lid van de begeleidingsgroep van Amália Rodrigues en is de inspirator en drijvende kracht achter de carrière van veel andere fadistas.

## Biografie
Jorge Fernando zong als kind van vier al ter begeleiding van zijn grootvader en speelde vanaf zijn dertiende gitaar, voornamelijk in jazz- en popbandjes.
Op zijn twintigste trad hij toe tot de begeleidingsgroep van Amália Rodrigues, waarvan Carlos Gonzalves en Fontes Rocha al dertig jaar deel uitmaakten. Daarnaast zong hij geregeld in de Lissabonse fadohuizen. Na de beëindiging van de carrière van Amália Rodrigues ging hij verder als componist/tekstschrijver en zanger.
Door zijn werk in de fadohuizen kwam hij in aanraking met veel jong talent, waaronder Custódio Castelo. De fadowereld is en was zeer conservatief in het denken over de muziekstijl. De definitie van de fado stond al jaren vast en de vrijheid van denken die de Anjerrevolutie in Portugal bracht drong slechts langzaam tot de fado door. Fernando en Castelo waren de aanjagers van veel andere fadistas, die er maar niet in slaagden om door te stoten tot de grotere podia omdat zij volgens de traditionele definitie geen fado zongen. Aan veel fado-cd's van het eind van de jaren negentig van de vorige eeuw, zoals die van Joanna Amendoeira en Camané, werkten Fernando en Castelo als begeleidende muzikanten mee. Daarnaast stond Fernando aan de wieg van de carrière van twee fadistas die de fado internationale populariteit hebben gegeven: Mariza en Ana Moura.
Buiten de Portugese grenzen is Fernando in het kielzog van Mariza bekend geworden. Hij nam voor de Nederlandse platenmaatschappij World Connection de cd Velho Fado op en ging op een redelijk succesvolle tournee, maar de vervolg-cd werd in Portugal opgenomen en is in de rest van Europa maar moeizaam te krijgen.
Wat zijn zangcarrière betreft lijdt Fernando aan hetzelfde euvel als onder anderen Mísia: ze zijn te jong om bij de oude fado-generatie van tijdens de Salazar-dictatuur te horen en te oud om te profiteren van het succes dat de huidige generatie heeft. De grote kracht van Fernando ligt echter in het herkennen en begeleiden van talent.

## Discografie
- Enamorado (1986)
- Coisas da Vida (1988)

- Boa Noite Solidão (1989)
- À Tua Porta (1991)
- Oxála (1993)
- Umbadá - Colecção Caravelas (1996)
- Terra d'Água (1997)
- Rumo ao Sul (1999)
- Inéditos ao Vivo No Tivoli (2000)
- Velho Fado (2002)
- A Arte e a Música (2004)
- Memória e Fado (2005)
- Vida ( 2009)
- Chamam-Lhe Fado (2012)
- Grandes Êxitos (2016)
- De Mim Para Mim (2018)

- Bibsys: 4096819
- Bibliothèque nationale de France: cb14176965v (data)
- Gemeinsame Normdatei: 1020789867
- International Standard Name Identifier: 0000 0003 7414 1562
- MusicBrainz: 0713665b-2592-4431-83fd-7fe8bc3a6b21
- Nationale Bibliotheek van Tsjechië: pna2011620839
- Virtual International Authority File: 61756289
- WorldCat: E39PBJfhbxCR9KtkwYQDQYdYT3